# Esterzili
Esterzili – miejscowość i gmina we Włoszech, w regionie Sardynia, w prowincji Sud Sardynia. Graniczy z Escalaplano, Nurri, Orroli, Sadali, Seui i Ulassai.
Według danych na rok 2004 gminę zamieszkuje 845 osób, 8,4 os./km².